# أوروسيوس
بولوس أوروسيوس (ولد نحو عام 385/375 – توفي نحو عام 420 م). وهو معروف أقل باللغة الإنجليزية باسم بول أوروسيوس، كان كاهنًا رومانيًا ومؤرخًا وعالم لاهوت وطالبًا من طلاب القديس أوغسطينوس من هيبون. من المحتمل أنه ولد في براكارا أوغوستا (براقرة حاليًا، البرتغال)، عاصمة مقاطعة غالايسيا الرومانية آنذاك، التي كانت ستصبح عاصمة مملكة السويبيين مع حلول وقت وفاته. بالرغم من وجود بعض الأسئلة المتعلقة بسيرة حياته، مثل التاريخ الدقيق لمولده، إلا أنه كان معروفًا بوصفه شخصًا يتمتع بمكانة من الناحية الثقافية، حيث كان على اتصال بأعظم الشخصيات في عصره مثل القديس أوغسطينوس من هبيون والقديس جيروم من ستريدون. وقد سافر أوروسيوس في سبيل لقائهما إلى مدنٍ تقع على الساحل الجنوبي للبحر الأبيض المتوسط، مثل مدينة هيبون ريجيوس والإسكندرية والقدس.
ساهمت هذه الرحلات في رسم معالم حياة أوروسيوس ونتاجه الفكري. لم يكتفِ أوروسيوس بمناقشة الأمور اللاهوتية مع القديس أوغسطينوس فحسب؛ بل تعاون معه في كتاب مدينة الإله. بالإضافة إلى ذلك، اختير في عام 415 للسفر إلى فلسطين لتبادل المعلومات مع المثقفين الآخرين. تمكّن أوروسيوس أيضًا من المشاركة في اجتماع مجلس الكنيسة في القدس في نفس الرحلة وأُوكل إليه نقل ذخائر القديس إسطفانوس. إن تاريخ وفاته غير واضح أيضًا، إلا أنه لم يكن قبل عام 418، وهو العام الذي أنهى فيه أحد كتبه، أو بعد عام 423.
وضع أوروسيوس ما مجموعه ثلاثة كتب، أهمها كتابه: سبعة كتب تاريخية ضد الوثنيين، ويعد من الكتب التي كان لها الأثر الأكبر على علم التأريخ خلال الحقبة ما بين العصور القديمة والعصور الوسطى، فضلًا عن كونه واحدًا من أهم الكتب ذات الأصول الإسبانية على الإطلاق. جزء من أهمية هذا الكتاب يأتي من حقيقة أن المؤلف يعرض منهجيته التاريخية. وهو عبارة عن رواية تاريخية تركّز على الشعوب الوثنية منذ أقدم العصور وحتى وقت حياة أوروسيوس.
كان أوروسيوس شخصية مؤثرة للغاية سواء في نشر المعلومات (كان سبعة كتب تاريخية ضد الوثنيين أحد المصادر الرئيسة للمعلومات المتعلقة بالعصور القديمة التي استُخدمت حتى عصر النهضة) أو في ترشيد دراسة التاريخ (أثرّت منهجيته بشكل كبير على المؤرخين اللاحقين).